# 831
831 (DCCCXXV) var ett normalår som började en söndag i den julianska kalendern.

## Händelser

### Okänt datum
- Ansgar reser hem från Birka. Kejsar Ludvig den fromme inrättar Hamburg som nytt ärkestift som bas för missionsverksamheten mot norr. Ansgar utnämns till den första ärkebiskopen här. Han blir därmed ärkebiskop över hela Norden. Då det nya stiftet ligger i ett hedniskt område ställer kejsaren ett kloster, Torhout i det fredliga Gallien, till stiftets förfogande dit ärkebiskopen kan söka skydd. Påven Gregorius IV utser vid denna tid personligen Ansgar och ärkebiskop Ebo av Reims till sitt sändebud bland hedningarna i norr.

## Födda
- Wang Chucun, kinesisk general.

## Avlidna
- 10 juli – Zubaidah bint Ja`far, abbasidisk prinsessa.
- Omurtag av Bulgarien, khan av Bulgarien.